# Cegielnia (powiat Płocki)
Cegielnia is een plaats in het Poolse district  Płocki, woiwodschap Mazovië. De plaats maakt deel uit van de gemeente Brudzeń Duży en telt 110 inwoners.